# Mirów (Częstochowa)
Mirów (d. Mirów Stary) – dzielnica Częstochowy położona we wschodniej części miasta, na prawym brzegu Warty, w pobliżu jej przełomu. Graniczy z dzielnicami Wyczerpy-Aniołów i Zawodzie-Dąbie.

## Historia
Zanim Mirów stał się dzielnicą Częstochowy był osobną miejscowością wielokrotnie wymienianą w średniowieczu. Pierwsza wzmianka pochodzi z 1220 roku, z dokumentu biskupa krakowskiego Iwona Odrowąża, w którym miejscowość wymieniona jest w zlatynizowanej, staropolskiej formie – wieś Myrow. Kolejna wzmianka o miejscowości znajduje się w łacińskim dokumencie z 1250 roku wydanym przez papieża Innocentego IV w Lyonie, gdzie miejscowość zanotowana została w formie Miron.
W dobie Sejmu Wielkiego Mirów należał do powiatu lelowskiego.
Mirów włączono do Częstochowy 1 lipca 1952 (osadę pokarczemną Mirów włączono już w 1928 roku) jednak nadal stanowi dzielnicę o charakterze rekreacyjnym i podmiejskim. Mieści się tu stadnina koni TKKF „Pegaz”, liczne skałki wapienne u wybrzeży Warty oraz szereg wzgórz z Górą Ossona – punktem widokowym o wysokości 316,7 m n.p.m., który jest najwyższym szczytem w mieście.
U zbiegu ulic Mirowskiej i Filtrowej znajdowała się kaplica z II poł. XIX w. z ludowymi malowidłami świętych. Kaplica ta została w 2008 roku zniszczona przez rozpędzony samochód. W jej miejsce ustawiono nowoczesną kapliczkę w kształcie betonowego krzyża z dwoma witrażami przedstawiającymi św. Floriana oraz św. Krzysztofa.
Przy ulicy Rozdolnej na wzniesieniu w 1949 wybudowano kaplicę na bazie XIX-wiecznego spichlerza (obecnie stanowiącego nawę). W latach 1955–1956 przebudowano ją na kościół pw. Niepokalanego Serca Maryi, wewnątrz którego znajdują się: barokowe kropielnica i figury ewangelistów oraz obraz Matki Boskiej Fatimskiej z 1953. W chwili obecnej trwa budowa nowego kościoła.
W Mirowie urodził się jeden z najbardziej znanych generałów II RP – Marian Januszajtis-Żegota.
Dzielnica jest skomunikowana z centrum miasta dzienną liniami autobusowymi 18 i 26, natomiast po ulicach stanowiących granicę z dzielnicą Zawodzie-Dąbie kursują dzienne autobusy linii 11, 27, 35 i 36.

## Znane osobistości pochodzące z Mirowa
- Marian Januszajtis-Żegota
- Wojciech Ossoliński